# Запис липа код цркве (Својново)
Запис липа код цркве (Својново) се налази на парцели чији је власник Манастир "Свети Никола".

## Локација
| Општина             | Параћин                                                          |
| Катастарска општина | Својново                                                         |
| Потес               | Брег                                                             |
| Координате          | 43° 47′ 50″ С; 21° 19′ 51″ И / 43.797199999999997° С; 21.3308° И |
| Надморска висина    | 140m                                                             |

## Карактеристике
Дендрометријске вредности утврђене на терену и сателитским снимцима:
| Стабло                     | Липа |
| Висина стабла              | m    |
| Обим дебла                 | m    |
| Пречник крошње             | 7m   |
| Пречник дебла              | m    |
| Висина дебла до прве гране | m    |

## База записа
Запис је у оквиру Викимедија пројекта "Запис - Свето дрво" заведен под редним бројем 0738.